# Real Club Deportivo Mallorca
Maillots
Actualités
Le Real Club Deportivo Mallorca, couramment abrégé RCD Mallorca (en français : RCD Majorque), est un club de football espagnol fondé en 1916 et situé à Palma dans les Îles Baléares. Le club joue ses matchs à domicile au stade Mallorca Son Moix et évolue en Liga.

## Histoire
| \| Palma \| Emplacement de Palma, en Espagne. |
| Palma                                         |

Le club évolue pendant 28 saisons en première division : de 1960 à 1963, puis lors de la saison 1965-1966, puis lors de la saison 1969-1970, puis lors de la saison 1983-1984, ensuite de 1986 à 1988, à nouveau de 1989 à 1992, puis pendant 16 saisons consécutives entre 1997 et 2013 et enfin depuis 2019.
Le club se classe troisième du championnat à deux reprises : lors de la saison 1998-1999 puis lors de la saison 2000-2001.
Il atteint la finale de la Coupe d'Europe des vainqueurs de coupe en 1999, en étant battu par le club italien de la Lazio.
En 2003, Majorque remporte la Coupe d'Espagne, en battant en finale le Recreativo de Huelva sur le score de 3-0.
Entre 1997 et 2013, le club joue seize saisons consécutives en première division. En 2013, le club descend en deuxième division.
En janvier 2016, l'investisseur américain Robert Sarver, propriétaire des Suns de Phoenix, devient l'actionnaire majoritaire du club. L'ancien joueur de la NBA Steve Nash et l'ancien tennisman Andy Kohlberg participent à l'opération.
Au terme de la saison 2016-2017, le club est relégué en Segunda División B. Le club recrute alors l'entraîneur Vicente Moreno et dès la saison suivante retrouve la deuxième division. Puis en juin 2019, le club obtient la promotion en première division en remportant la finale des barrages aux dépens du Deportivo La Corogne. Majorque s'incline 0-2 à l'aller mais remporte le match retour 3-0, à domicile. Le club remonte dans l'élite espagnole sept ans après sa relégation mais redescend dès l'année suivante. Toutefois, Majorque remonte la saison suivante dans l'élite après la défaite d'Almería sur le terrain de Cartagena sur le score de 3-2.

## Dates clés
- 1916 : fondation du club sous le nom de CD Alfonso XIII
- 1931 : le club est renommé Club Deportivo Mallorca
- 1939 : le club est renommé Real Club Deportivo Mallorca
- 1960 : le club accède pour la première fois en à la Liga
- 1997 : promotion en première division
- 1999 : le club termine 3e du championnat d'Espagne de Première division et est finaliste de la Coupe des vainqueurs de coupes
- 2001 : le club termine 3e du championnat d'Espagne de Première division
- 2001-2002 : le club participe pour la première fois à la phase finale de la Ligue des champions
- 2003 : le club remporte sa première Coupe d'Espagne
- 2013 : relégation en Deuxième division après seize saisons en D1
- 2017 : relégation en Segunda División B
- 2018 : promotion en Deuxième division
- 2019 : promotion en Première division
- 2020 : relégation en Deuxième division
- 2021 : promotion en Première division

## Palmarès
- Coupe d'Europe des vainqueurs de coupe :
  - Finaliste en 1999

- Primera División (Liga) :
  - Meilleur classement : 3e en 1999 et 2001

- Segunda División (deuxième division) :
  - Champion (groupe sud) en 1960 et 1965

- Coupe d'Espagne :
  - Vainqueur en 2003
  - Finaliste en 1991, 1998 et 2024

- Supercoupe d'Espagne :
  - Vainqueur en 1998

### Distinctions individuelles
- Joueur Pichichi :
  - Daniel Güiza en 2008 avec 27 buts

- Trophée Zamora :
  - Badou Zaki en 1989
  - Carlos Roa en 1999

## Joueurs

### Joueurs les plus capés
| Pos° | Nom                | Carrière au club    | Ligue | Copa | Europe | Autres | Total |
| ---- | ------------------ | ------------------- | ----- | ---- | ------ | ------ | ----- |
| 1    | Paco Soler         | 1990-2004           | 339   | 56   | 16     | 8      | 419   |
| 2    | Miguel Ángel Nadal | 1986-1991 1999-2005 | 285   | 29   | 21     | 6      | 341   |
| 3    | Javier Olaizola    | 1995-2004           | 272   | 27   | 31     | 3      | 333   |
| 4    | Bernardo Sans      | 1960-1975           | 285   | 24   | 0      | 0      | 309   |
| 5    | Doro               | 1961-1970           | 251   | 24   | 0      | 3      | 278   |
| 6    | Ángel Pedraza      | 1988-1995           | 229   | 34   | 0      | 4      | 267   |
| 7    | José Carlos Nunes  | 2005-2014           | 243   | 15   | 0      | 0      | 258   |
| 8    | Ariel Ibagaza      | 1998-2003 2003-2006 | 204   | 21   | 18     | 4      | 247   |
| 9    | Víctor Casadesús   | 2004-2014           | 220   | 17   | 0      | 0      | 237   |
| 10   | Bolao              | 1959-1967           | 195   | 34   | 0      | 3      | 232   |

Statistiques au 19 mai 2020.

### Meilleurs buteurs
Ce tableau prend en compte les buteurs en compétitions officielles avec les données connues. Toutefois, les statistiques du début du XXe siècle sont manquantes ou partielles et ne permettent pas de recenser l'intégralité des buteurs du club. Juan Morro est le meilleur buteur historique de Majorque avec 94 buts. Goran Milojević est en réalité huitième au classement.
| Pos° | Nom                | Carrière au club    | Ligue | Copa | Europe | Autres | Total |
| ---- | ------------------ | ------------------- | ----- | ---- | ------ | ------ | ----- |
| 1    | Goran Milojević    | 1991-1995           | 66    | 4    | 0      | 1      | 71    |
| 2    | Samuel Eto'o       | 2000-2004           | 54    | 8    | 7      | 1      | 70    |
| 3    | Ernesto Domínguez  | 1966-1971           | 53    | 1    | 0      | 0      | 54    |
| 4    | Juan Arango        | 2004-2009           | 45    | 4    | 0      | 0      | 49    |
| 5    | Víctor Casadesús   | 2004-2014           | 42    | 4    | 0      | 0      | 46    |
| 6    | Enrique Magdaleno  | 1985-1988           | 43    | 2    | 0      | 0      | 45    |
| 7    | Manolo             | 1949-1953           | 38    | 5    | 0      | 0      | 43    |
| 8    | Rolando Barrera    | 1981-1985           | 33    | 3    | 0      | 6      | 42    |
| 9    | Miguel Ángel Nadal | 1986-1991 1999-2005 | 29    | 8    | 0      | 1      | 38    |
| 10   | Danny Bergara      | 1962-1967           | 33    | 4    | 0      | 0      | 37    |

Statistiques au 19 mai 2020.

## Entraîneurs

### Présidents
| Identité                                            | Nationalité | Période           | Période           | Durée                      |
| Identité                                            | Nationalité | Début             | Fin               | Durée                      |
| --------------------------------------------------- | ----------- | ----------------- | ----------------- | -------------------------- |
| Adolfo Vázquez Humasqué (d) (1887 - 1975)           | Espagnol    | 5 mars 1916       | 14 avril 1916     | 1 mois et 9 jours          |
| Josep Ramis d'Ayreflor i Rosselló (d) (1893 - 1976) | Espagnol    | 1919              | 1924              | 5 ans                      |
| Lluís Sitjar Castellà (en) (1900 - 1956)            | Espagnol    | 1926              | 1927              | 1 an                       |
| Josep Ramis d'Ayreflor i Rosselló (d) (1893 - 1976) | Espagnol    | 1929              | 1930              | 1 an                       |
| Antonio Parietti (d) (1899 - 1979)                  | Espagnol    | 1930              | 1931              | 1 an                       |
| Lluís Sitjar Castellà (en) (1900 - 1956)            | Espagnol    | 1931              | 1932              | 1 an                       |
| Lluís Sitjar Castellà (en) (1900 - 1956)            | Espagnol    | 1943              | 1946              | 3 ans                      |
| Miquel Dalmau (d) (1940 - 2010)                     | Espagnol    | 1992              | 1995              | 3 ans                      |
| Bartolomé Beltrán (d) (1950 - 2024)                 | Espagnol    | 1995              | 1998              | 3 ans                      |
| Guillem Reynés i Font (d) (1877 - 1918)             | Espagnol    | 1998              | 2000              | 2 ans                      |
| Mateu Alemany Font (en) (né en 1963)                | Espagnol    | 2000              | 2005              | 5 ans                      |
| Mateu Alemany Font (en) (né en 1963)                | Espagnol    | 16 janvier 2009   | 14 août 2009      | 6 mois et 29 jours         |
| Bartomeu Vidal Pons (d) (né en 1961)                | Espagnol    | 13 août 2009      | 20 mai 2010       | 9 mois et 7 jours          |
| José María Pons (né en 1948)                        | Espagnol    | 8 juillet 2010    | 27 septembre 2010 | 2 mois et 19 jours         |
| Jaume Cladera Cladera (d) (né en 1941)              | Espagnol    | 27 septembre 2010 | 24 décembre 2012  | 2 ans, 2 mois et 27 jours  |
| Lorenzo Serra Ferrer (né en 1953)                   | Espagnol    | 24 décembre 2012  | 29 juillet 2013   | 7 mois et 5 jours          |
| Utz Claassen (en) (né en 1963)                      | Allemand    | 19 décembre 2014  | 30 juin 2016      | 1 an, 6 mois et 11 jours   |
| Andy Kohlberg (né en 1959)                          | Américain   | 8 septembre 2017  | En cours          | 7 ans, 11 mois et 12 jours |

## Effectif professionnel actuel
Le premier tableau liste l'effectif professionnel du RCD Majorque pour la saison 2025-2026 Le second recense les prêts effectués par le club lors de cette même saison.
En grisé, les sélections de joueurs internationaux chez les jeunes mais n'ayant jamais été appelés aux échelons supérieurs une fois l'âge-limite dépassé ou les joueurs ayant pris leur retraite internationale.